# Pseudopoda yunnanensis
Pseudopoda yunnanensis là một loài nhện trong họ Sparassidae.
Loài này thuộc chi Pseudopoda. Pseudopoda yunnanensis được miêu tả năm 2001 bởi Yang & Hu.